# San Pedro de Sarchí
San Pedro es un distrito del cantón de Sarchí, en la provincia de Alajuela, de Costa Rica.

## Historia
San Pedro fue creado el 14 de diciembre de 1964 por medio de Ley 3467. Segregado de Sarchí Sur.

## Geografía
San Pedro cuenta con un área de 10,87 km² y una altitud media de 1170 m s. n. m.

## Demografía
Para el año 2022, San Pedro cuenta con una población estimada de 4136 habitantes, y para el último censo efectuado, en 2011, San Pedro contaba con una población de 3408 habitantes.

## Economía
Actualmente y desde hace varios años, cada cierto periodo de tiempo ocurre una feria del tomate en San José de Trojas en este distrito, en la cual ocurre la versión costarricense de la Tomatina.

## Transporte

### Carreteras
Al distrito lo atraviesan las siguientes rutas nacionales de carretera:
- Ruta nacional 118
- Ruta nacional 708